# Lac Big Trout
Le lac Big Trout est un lac dans le Nord de l'Ontario au Canada. Il est alimenté par la rivière Fawn (en) à l'ouest qui le draine également à l'est. La réserve indienne de la Première Nation de Kitchenuhmaykoosib Inninuwug est située sur l'île Post près de la rive nord du lac.